# Litoměřice
Litoměřice (německy Leitmeritz) jsou město na soutoku Labe a Ohře v severních Čechách na západním okraji Polabské nížiny (dříve bylo oblíbené označení „zlatý pruh země české“) v okrese Litoměřice v Ústeckém kraji. Litoměřicko je pro svou úrodnou polohu známé také jako Zahrada Čech. Celková rozloha města činí celkem 17,99 km², ve městě žije přibližně 23 tisíc obyvatel, ovšem spolu se sousedními městy Terezín, Bohušovice nad Ohří a Lovosice, které na Litoměřice téměř navazují, tvoří aglomeraci se skoro 40 tisíci obyvateli. Královským městem se staly v rozmezí let 1219 a 1228. Historické jádro města je již od roku 1950 městskou památkovou rezervací, v níž je zahrnuto celkem 44 ulic a devět náměstí. Ve městě sídlí od roku 1655 biskupství litoměřické diecéze.
Město si brzy po svém založení vydobylo čelné postavení v severozápadní části Čech nejen díky královskému statutu a četným privilegiím, kterým se městu postupem času dostalo, ale především díky své poloze. Chráněná poloha ze severu i západu Českým středohořím, splavné Labe a úrodný kraj se stalo základním předpokladem k bohatství a rozvoji města. Litoměřice se již ve středověku staly významným správním a náboženským centrem Čech. To, co bylo po celou dobu výhodou města, tj. jeho uzavřenost v údolí končící Polabské nížiny mezi Labem a začínajícím Českým středohořím, se stalo v době rozvoje průmyslu jeho nevýhodou. Absence vhodných pozemků pro stavbu průmyslových areálů bránila dalšímu rozvoji Litoměřic a umožnila vzestup a pozdější dominanci průmyslového Ústí nad Labem. O co však město nepřišlo, je jeho malebnost, atmosféra a historické památky.

## Historie
Litoměřice náleží mezi nejstarší česká města. Vznik města ale předcházela existence raně středověkého přemyslovského správního hradu a jeho aglomerace. Toto hradiště se nalézalo na Dómském pahorku jihovýchodně od jádra středověkého města. Bylo rozděleno na vlastní hrad a předhradí, jehož část byla kolem roku 1057 vyhrazena pro kapitulu při kostele sv. Štěpána v místě, kde se nyní nachází barokní katedrála sv. Štěpána. Zakládací listinu litoměřické kapituly vydal v roce 1057 kníže Spytihněv II.
Vznik tohoto královského města spadá mezi roky 1219 a 1228 (nelze zpřesnit). V letech 1257–1421 se ve městě nacházel křižovnický klášter. Královské město si od 13. do 17. století udrželo dominantní postavení mezi městy celé severní poloviny Čech. Důkazem je množství práv a privilegií, jimiž je různí čeští panovníci, včetně Karla IV., obdařili. Nejzávažnější bylo právo skladu a právo mílové, jimiž se mohlo pyšnit opravdu jen málo českých měst. Právo skladu znamenalo, že každý obchodník, který plul po Labi (např. do Pirny či Drážďan), musel své zboží v Litoměřicích vyložit a tři dny na zdejším trhu nabízet. Teprve potom mohl ve své cestě pokračovat. Stávalo se velmi často, že tak jeho cesta v Litoměřicích skončila. V oněch dobách Litoměřice byly jedním z nejdůležitějších říčních přístavů na Labi. Právo mílové měla na severu Čech pouze tři města, mimo Litoměřic ještě Žatec a Most. V okruhu jedné české míle nesměla být provozována výdělečná činnost (řemeslo, hospoda apod.), kterou provozovali měšťané. Velikost české míle kolísala, mívala až 10,5 kilometrů.

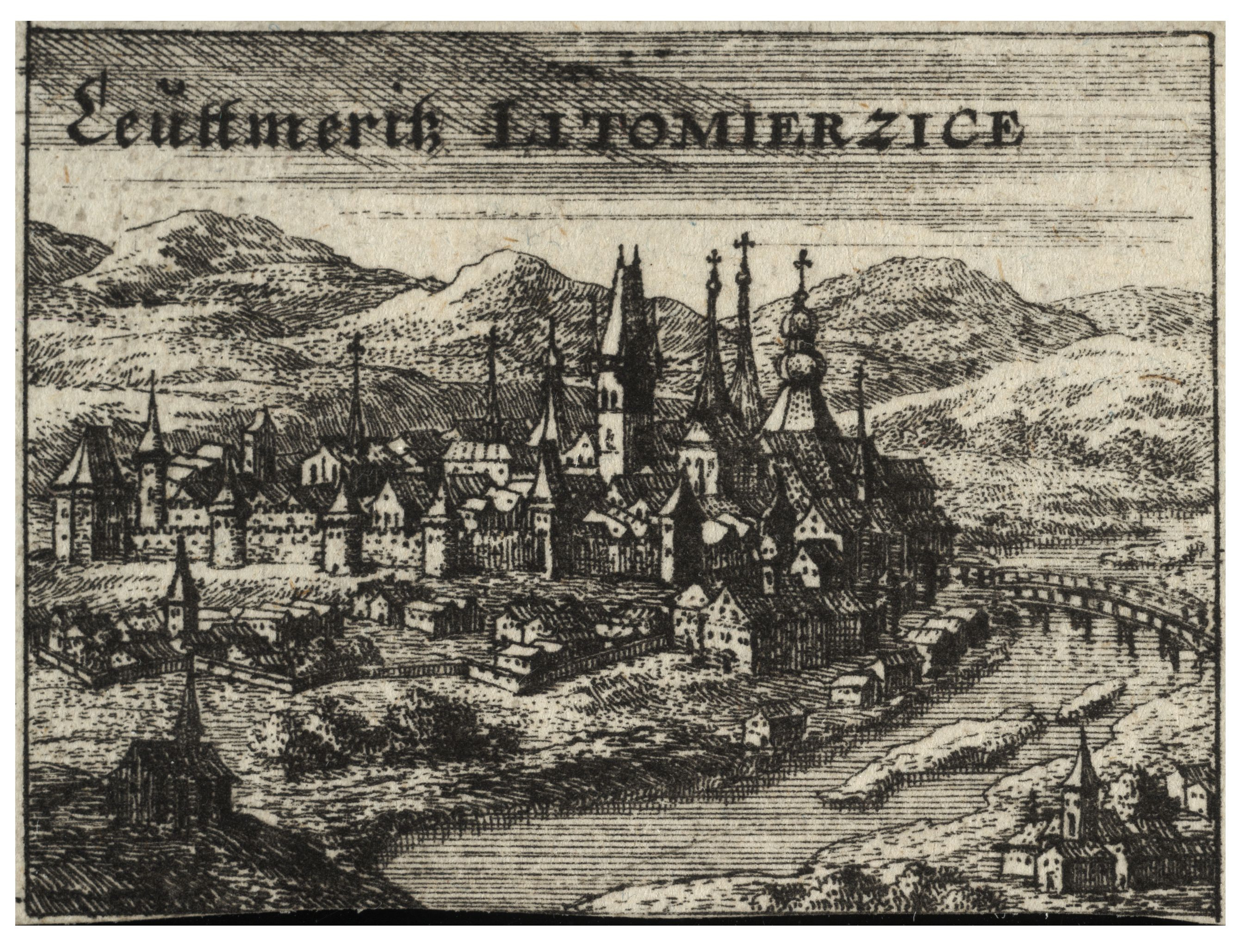
Pohled na Litoměřice v 17. století od Václava Hollara

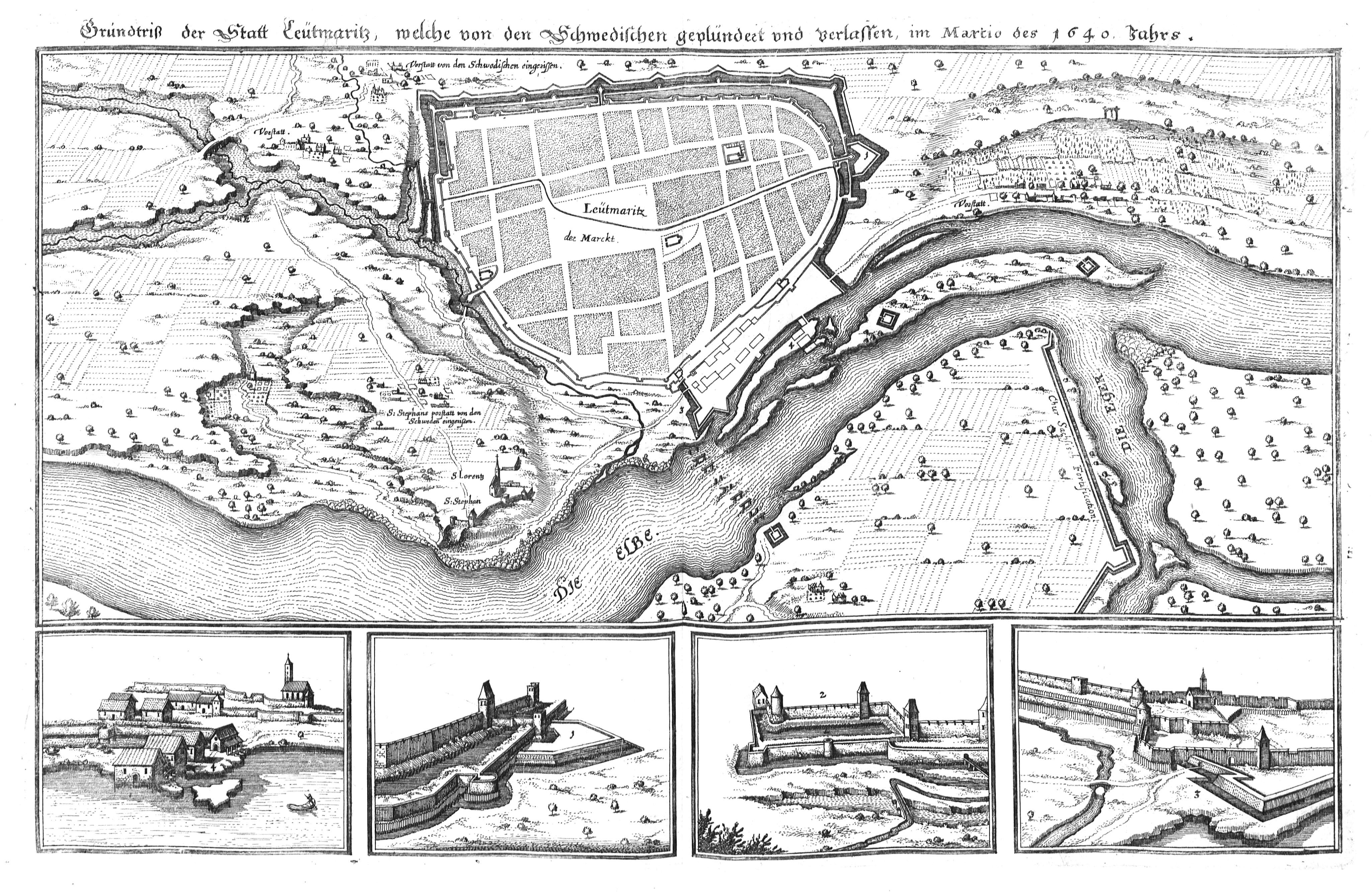
Mapa Litoměříc z roku 1650, Matthäus Merian

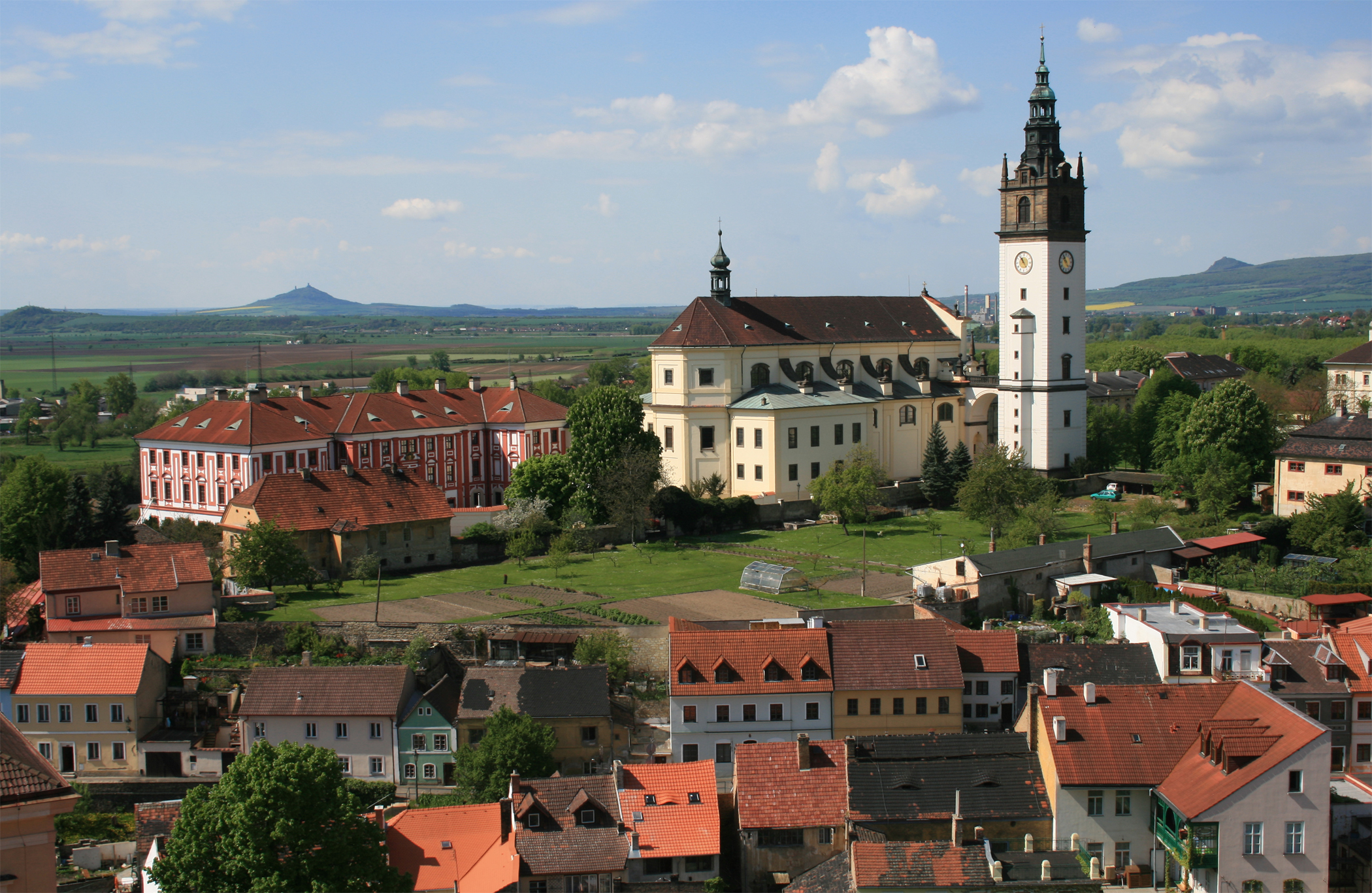
Katedrála sv. Štěpána se zvonicí na Dómském pahorku

V roce 1655 se město stalo centrem nově zřízené litoměřické diecéze. Za komunistického režimu zde také sídlila Teologická a bohoslovecká fakulta – viz CMBF.
Převážně české Litoměřice zažily po porážce stavovského povstání (1620) příliv německého etnika, v menší míře také italského. Přesto byla čeština stále hlavním jazykem, a to až do tereziánských a josefínských reforem (od roku 1739 pronikla němčina do městských knih, od roku 1775 byla němčina vyučovacím jazykem městské školy).

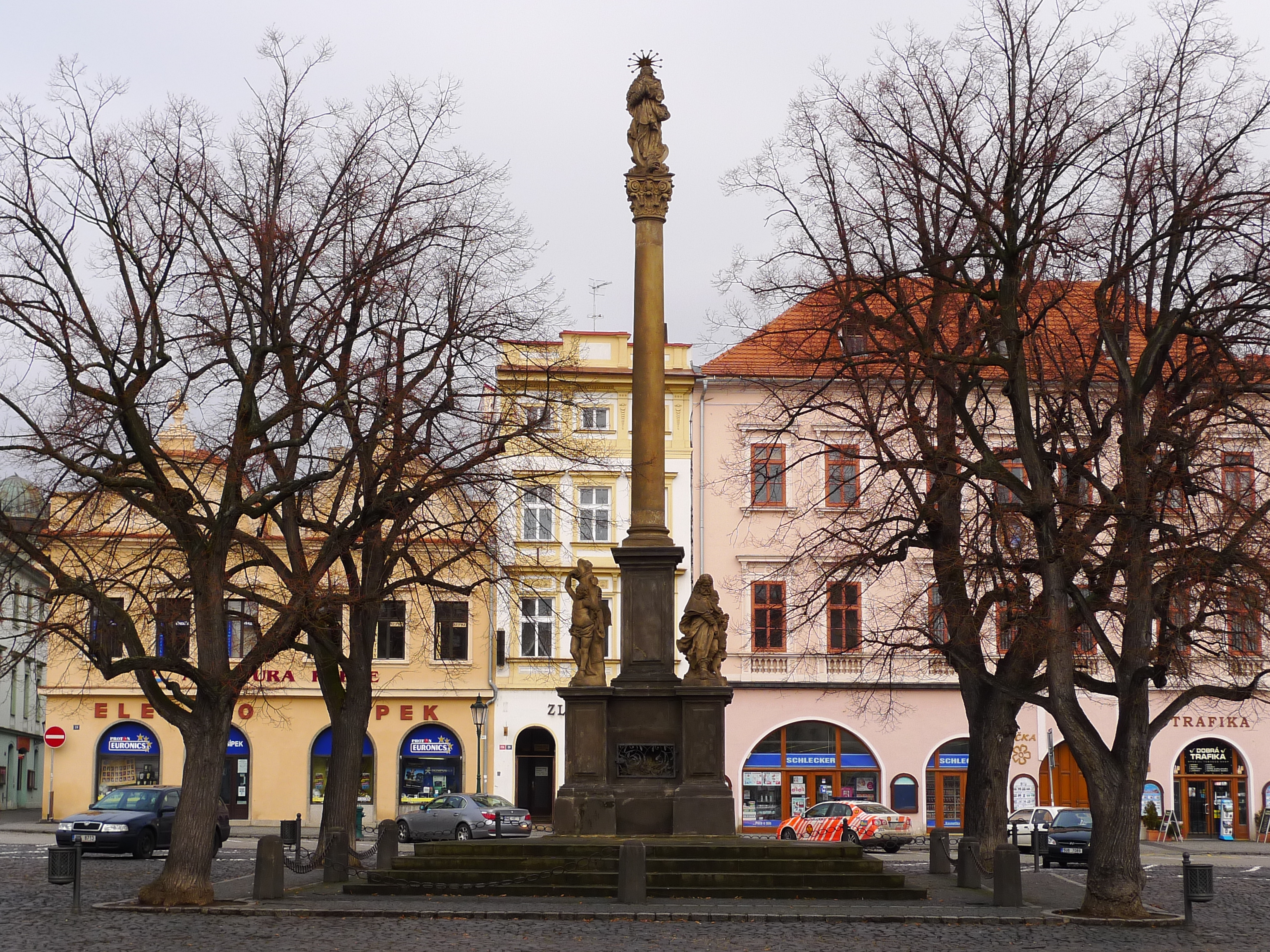
Mariánský sloup postavený z vděčnosti za překonání morové epidemie z roku 1680

### Karel Hynek Mácha
Karel Hynek Mácha přišel do Litoměřic v druhé polovině září 1836, aby si zajistil na doporučení přítele Aloise Pravoslava Trojana místo advokátního koncipienta u advokáta Josefa Filipa Durase. Na toto místo nastoupil 29. září, podle jiných pramenů 1. října. Bydlel v pronájmu v domě čp. 177 na Janských schodech, který patřil ševci Franzi Lorenzovi. V domě byla kromě obuvnického krámu vinárna. Máchův byt byl v prvním patře a skládal se z předsíně a dvou pokojíků. V Litoměřicích kolem 20. října Mácha onemocněl, ale již 23. se účastnil hašení požáru. Nemoc se vrátila na začátku listopadu, 5. se Máchovi přitížilo a 6. listopadu 1836 zemřel. Pohřben byl v Litoměřicích 8. listopadu, v den, kdy se měl oženit s Eleonorou Šomkovou. Pohřbu se účastnil básníkův bratr Michal Mácha.
Máchův hrob byl delší dobu neoznačený a zpustlý, v roce 1846 byl především zásluhou Karla Havlíčka Borovského náhrobek opatřen datem narození a úmrtí a citátem „Dalekáť cesta má, marné volání!“ Dne 1. května 1861 byl z popudu litoměřických bohoslovců na litoměřickém hřbitově nedaleko Máchova hrobu odhalen pomník a na domě, kde zemřel, pamětní deska. Pamětní deska byla během protičeské manifestace 15. prosince 1897 stržena a zničena. Znovu byla na dům umístěna až v roce 1936 a v témže roce byla vedle litoměřického divadla odhalena socha Karla Hynka Máchy od sochaře Václava Blažka. V roce 1938 po německém záboru československého pohraničí byly deska i socha opět odstraněny. Na začátku října 1938 byly díky tehdejšímu guvernérovi Národní banky Karlu Englišovi Máchovy ostatky hrobníkem Hansem Knoblochem v Litoměřicích exhumovány a převezeny do Prahy. Máchův pomník na hřbitově byl rozebrán československými vojáky ustupujícími ze záboru a rovněž převezen do Prahy.

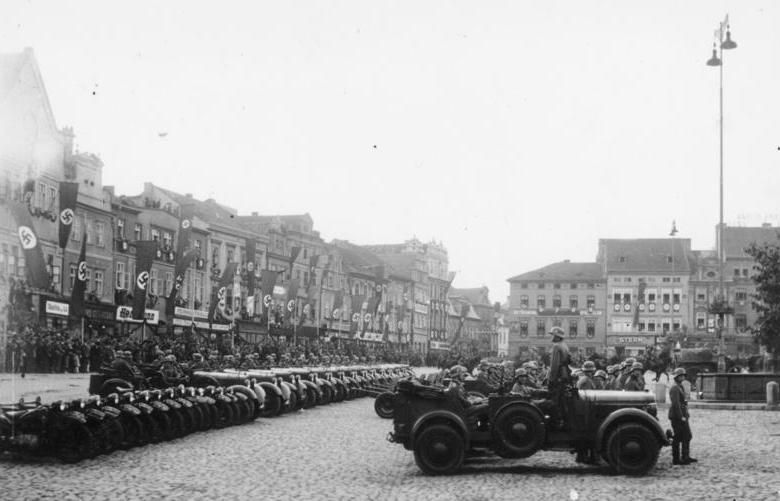
Německé oddíly v přehlídkové formaci na litoměřickém náměstí 12. října 1938

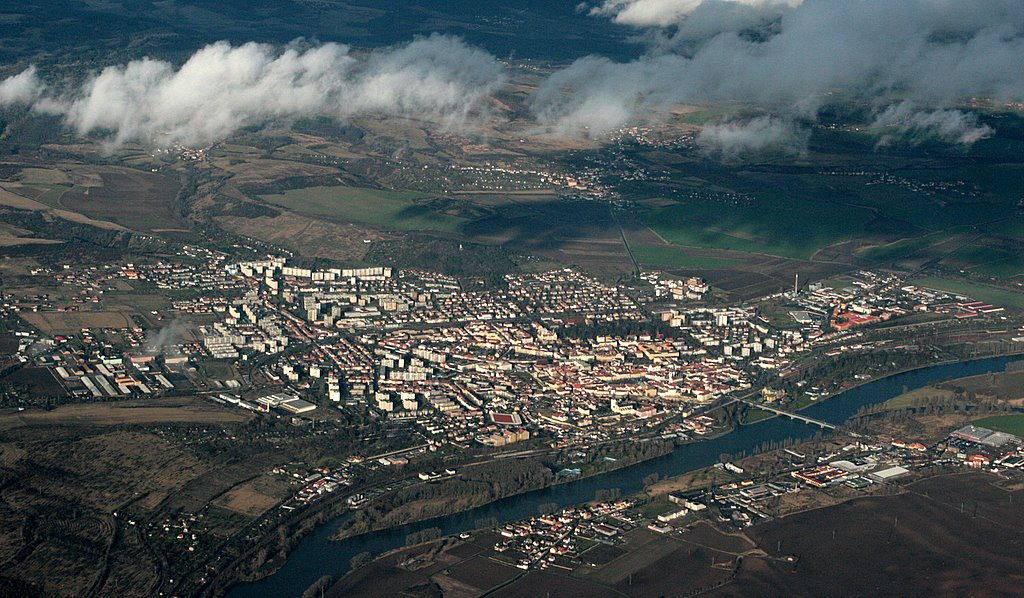
Letecký pohled na Litoměřice od jihozápadu

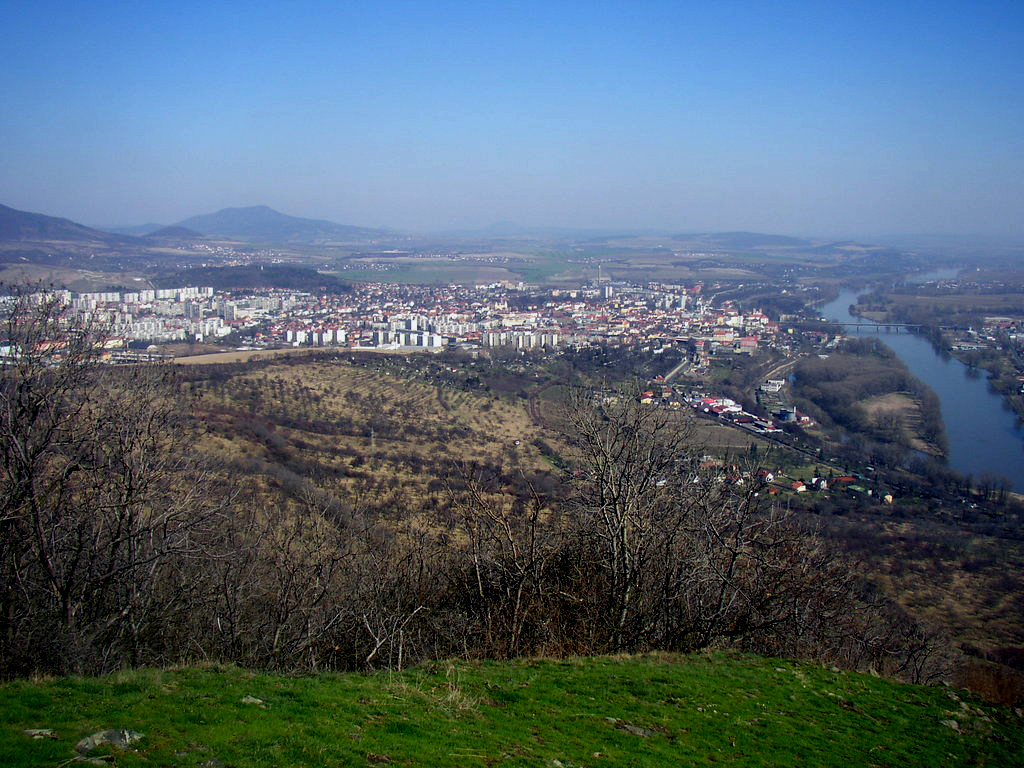
Pohled na Litoměřice z Radobýlu

### Dvacáté století
Po vyhlášení československé nezávislosti se Litoměřice připojily k nově vzniklému státnímu útvaru Německé Čechy. Litoměřice byly posledním městem Deutschböhmen, které se vzdalo invazním československým armádám až 27. prosince 1918.
Do konce druhé světové války převažovalo taktéž především obyvatelstvo německé národnosti. Po Mnichovu proto nespadaly pod Protektorát Čechy a Morava, ale patřily do Sudet, které byly přičleněny k Hitlerově Velkoněmecké říši. Převážná část dnešního českého obyvatelstva se do města přistěhovala, podobně jako jinam do Sudet, až po poválečném vysídlení obyvatelstva německé národnosti.
Blízký vrch Radobýl je mimo jiné také proslulý tím, že z něj prý vůbec naposledy utíkal český básník Karel Hynek Mácha, když spatřil hořící stodoly v Litoměřicích. Pomáhal hasit. Poté smrtelně onemocněl. Mylně se uvádí, že během druhé světové války, byla pod jeho povrchem nacisty vybudována rozsáhlá podzemní továrna Richard není tomu tak. Radobýl je vyvřelý čedičový suk a podobná stavba by zde nebyla možná. Podzemní továrnu Richard budovali nacisté v zabraném hlubinném vápencovém dole pod nedalekým vrchem Bídnice. Pro účely výstavby podzemní továrny Richard nacisté v Litoměřicích zřídili největší koncentrační tábor na území dnešní České republiky s krematoriem. Táborem prošlo 18 tisíc vězňů mnoha národnostní, z nichž 4500 v táboře zahynulo. Továrnu, jež měla stejně jako důl tři části Richard I. Richard II. a Richard III. však Němci stihli zprovoznit jen v části dolu Richard I. kde vyráběli součástky k tankovým motorům. Zajímavostí je, že koncentrační tábor nebyl osvobozen sovětskými vojsky jako Litoměřice ale, že jej velitel tábora již ráno 5. května 1945 rozpustil. Osvobození vězni bohužel zanesli do přilehlých Litoměřic nákazu tyfu, který v táboře řádil.[zdroj?]
Po konci druhé světové války 10. května 1945 byly Litoměřice bombardovány ruským letectvem, které se snažilo zničením mostu přes Labe zamezit ustupující německé armádě dostat se do amerického zajetí. Mezi ustupujícími německými vojáky panovalo mylné přesvědčení, že levobřežní území Labe je obsazeno Američany. To byla pravda, ale o 150 km západně po proudu řeky Labe. Bombardování most nepoškodilo, bylo však poničeno přibližně 10 domů v Dlouhé ulici a v okolí kina Beseda (momentálně posilovna). Bomby zničily také budovu gymnázia v Jezuitské ulici, na kterém učil češtinu Josef Jungmann v letech 1799–1815 (připomíná to pamětní deska na domu č. 20).[zdroj?]
V Litoměřické katedrále se 16. dubna 1974 konalo poslední rozloučení se sídelním biskupem Štěpánem kardinálem Trochtou, jehož se zúčastnil také Krakovský arcibiskup Karol Wojtyla (pozdější Svatý Otec papež Jan Pavel II.).
Od roku 1852 mělo město status okresního města. Až do roku 2002, kdy byly okresní úřady zrušeny, zde sídlil okresní úřad. Dnes jsou Litoměřice obcí s rozšířenou působností.
Litoměřice bývaly také, spolu s nedalekým Terezínem, významným vojenským městem. Ve městě se nachází hned dvoje velké kasárny. Po roce 2000 byla armádou prakticky opuštěna. Pro oba objekty litoměřické obecní zastupitelstvo hledá (2007) nové společenské a hospodářské uplatnění.

### 21. století
Z novodobých dějin města jistě stojí za zmínku velká katastrofální povodeň v srpnu roku 2002, která výrazně postihla (tak jako většinu obcí a měst ležících při řece Labi) především celou dolní část města a která zcela znemožnila jinak velmi silný silniční provoz přes řeku, neboť došlo k zaplavení čtvrti Želetice na levém břehu Labe.
Mezi nejdůležitější aktivity patří rekonstrukce historického centra města a rekonstrukce hradu, Dále byl vybudován park Václava Havla „U hvězdárny“. Jiráskovy sady, největší litoměřický park, nedávno prošly rekonstrukcí. V roce 2010 se za pomoci Ústeckého kraje podařilo dokončit most Františka Chábery přes řeku Labe, který pomohl vyřešit a zlepšit dopravní situaci ve městě.

## Přírodní poměry
Město leží na jižním úpatí Českého středohoří na pravém břehu řeky Labe, do něhož se ve městě vlévá Pokratický potok a na protější straně Labe od jihu řeka Ohře. Za doby Rakouska-Uherska bylo město oblíbeno mezi penzisty, protože se zde nachází jedno z nejteplejších klimat v České republice. Na základě toho se na svazích Labe odedávna pěstuje vinná réva. V blízkosti města se nachází vrch Radobýl, který tvoří přirozenou dominantu města.

## Obyvatelstvo

### Počet obyvatel
Podle sčítání 1921 zde žilo v 1 261 domech 16 988 obyvatel, z nichž bylo 7 969 žen. 5 066 obyvatel se hlásilo k československé národnosti, 11 015 k německé a 164 k židovské. Žilo zde 14 534 římských katolíků, 782 evangelíků, 209 příslušníků Církve československé husitské a 462 židů. Podle sčítání 1930 zde žilo v 1 465 domech 18 498 obyvatel. 6 485 obyvatel se hlásilo k československé národnosti a 10 878 k německé. Žilo zde 15 108 římských katolíků, 1 056 evangelíků, 666 příslušníků Církve československé husitské a 425 židů.
| Rok            | 1869   | 1880   | 1890   | 1900   | 1910   | 1921   | 1930   | 1950   | 1961   | 1970   | 1980   | 1991   | 2001   | 2011   |
| -------------- | ------ | ------ | ------ | ------ | ------ | ------ | ------ | ------ | ------ | ------ | ------ | ------ | ------ | ------ |
| Počet obyvatel | 10 811 | 11 728 | 12 203 | 14 063 | 16 595 | 18 135 | 19 718 | 15 126 | 16 830 | 19 595 | 22 869 | 25 719 | 24 879 | 24 098 |
| Počet domů     | 948    | 1 064  | 1 072  | 1 196  | 1 413  | 1 486  | 1 715  | 2 107  | 1 977  | 2 057  | 2 045  | 2 233  | 2 358  | 2 575  |

| Rok            | 1869  | 1880  | 1890  | 1900  | 1910  | 1921   | 1930  | 1950   | 1961   | 1970   | 1980  | 1991 | 2001 |
| -------------- | ----- | ----- | ----- | ----- | ----- | ------ | ----- | ------ | ------ | ------ | ----- | ---- | ---- |
| Počet obyvatel | 4 750 | 4 225 | 4 124 | 4 111 | 3 709 | 16 988 | 3 513 | 14 035 | 15 670 | 18 872 | 1 395 | 936  | 888  |
| Počet domů     | 279   | 273   | 256   | 256   | 257   | 259    | 263   | 1 844  | 1 977  | 1 875  | 176   | 182  | 153  |

| Rok    | Počet obyvatel | Němci  | Češi   |
| ------ | -------------- | ------ | ------ |
| 1854 1 | 5 427          | -      | -      |
| 1880 2 | 10 854         | 9 263  | 1 417  |
| 1890 3 | 11 342         | 10 004 | ?      |
| 1900 3 | 13 075         | 11 532 | 1 329  |
| 1910 3 | 15 421         | 13 165 | 2 034  |
| 1921 3 | 16 988         | 11 015 | 5 066  |
| 1930 3 | 18 498         | 10 878 | 6 485  |
| 1939 3 | 17 259         | -      | -      |
| 1970 4 | 19 595         | -      | -      |
| 1991 5 | 26 013         | 112    | 25 620 |

Poznámky:
1. 2532 jiter, 550 sáhů (861 ha)
2. žádné údaje
3. 1463 ha
4. 1825 ha
5. 2881 ha

### Struktura populace

Věková struktura obyvatel obce Litoměřice roku 2011
Rodinný stav obyvatel obce Litoměřice roku 2011
Vzdělání obyvatel obce Litoměřice roku 2011

### Židovská komunita

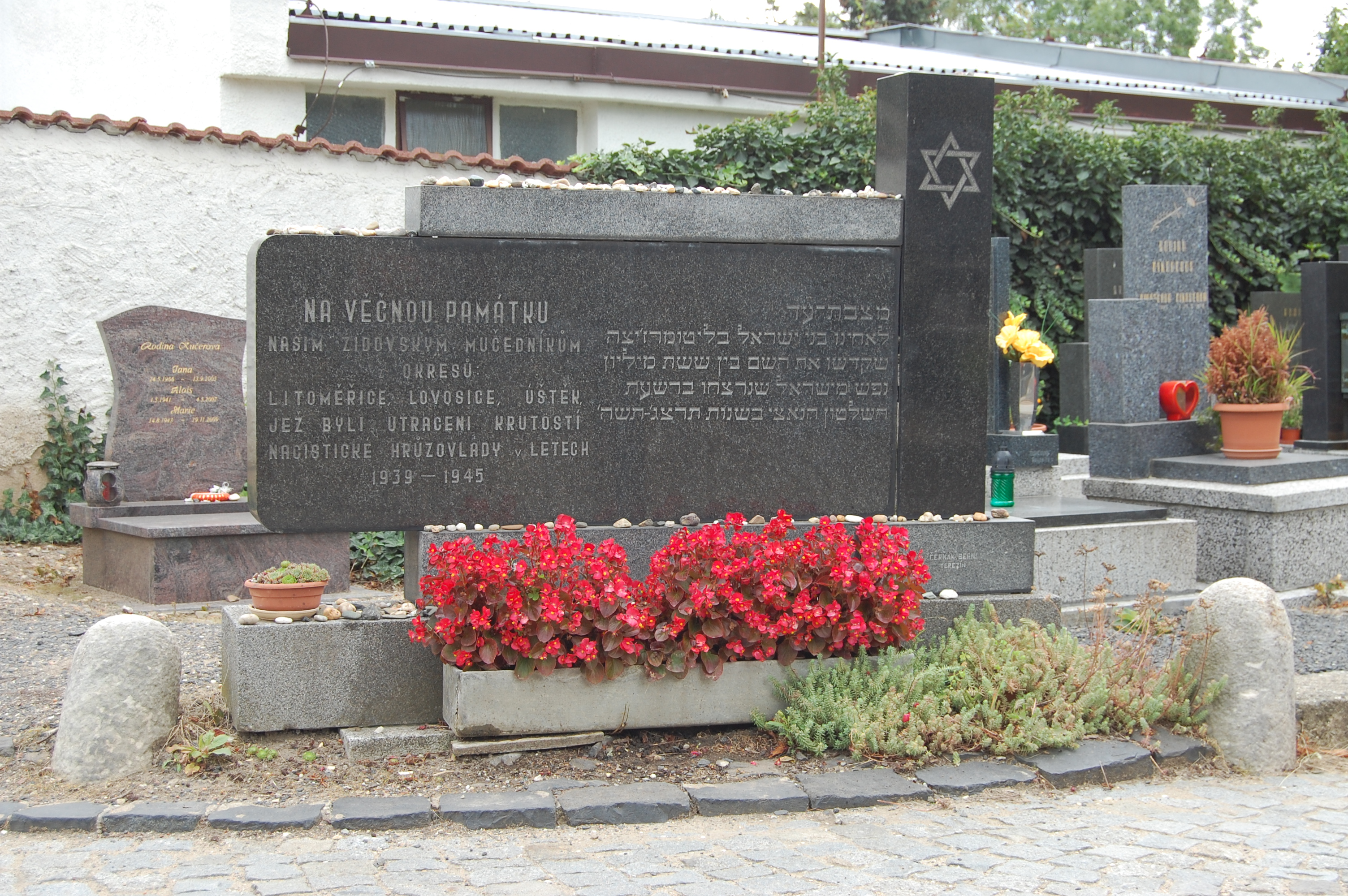
Památník obětem holocaustu na městském hřbitově

Nejstarší židovské osídlení se datuje až do 13. století. V této době židé žili v dnešní ulici Velká Dominikánská, kde se na místě špitálu sv. Kříže dříve nacházela středověká synagoga. Středověký židovský hřbitov existoval východně od města na břehu Labe a zanikl v roce 1541. V roce 1546 byli židé z města vypovězeni a mezi 17. a 19. stoletím byla stanovena kvóta, podle které mohly žít v Litoměřicích maximálně dvě židovské rodiny. Židovská komunita doznala růstu až od poloviny 19. století a maxima dosáhla v roce 1900, kdy ve městě žilo 478 židů.
Během novodobého židovského osídlení stávaly v Litoměřicích postupně synagogy dvě. První vznikla v roce 1872 úpravou obytného domu čp. 258 v Lidické ulici. Druhá pak v roce 1893 úpravou židovského spolkového domu ve Vavřinecké ulici. Byla zničena v květnu 1945 spojeneckým bombardováním. Z židovských památek se do dnešní doby dochoval židovský hřbitov z roku 1876, který je součástí městského hřbitova u Žernosecké ulice. Čítá na padesát náhrobních kamenů a jeho součástí je památník obětem holocaustu.

## Obecní správa a politika

### Místní části

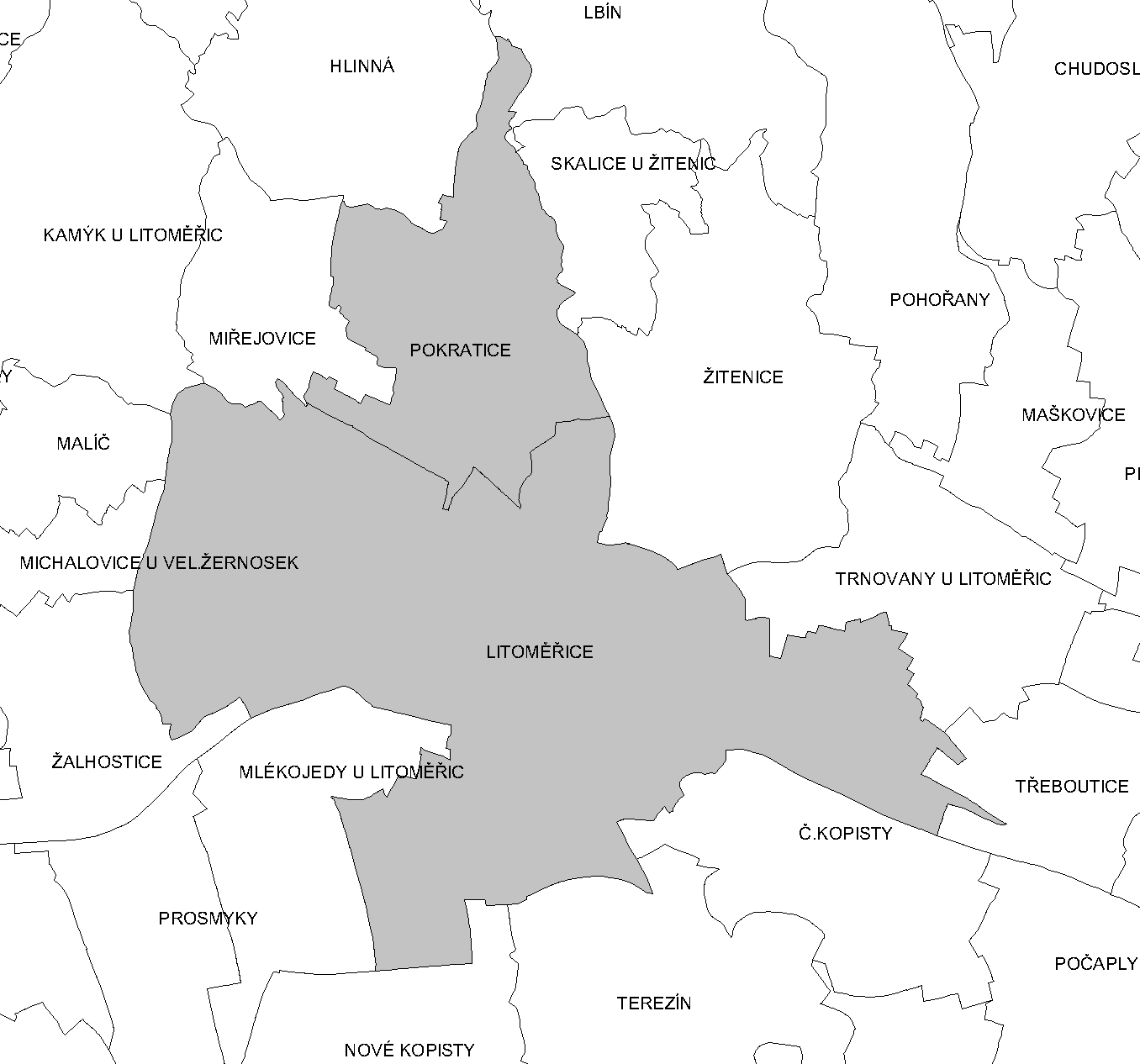
Katastrální území Litoměřic

Litoměřice se skládají ze 4 místních částí na dvou katastrálních územích:
- Litoměřice – části Litoměřice-Město, Za nemocnicí (= Dómský pahorek) a Předměstí
- Pokratice

Dříve byly součástí Litoměřic i dnes samostatné obce Hlinná, Kamýk, Miřejovice, Mlékojedy a Trnovany.

### Správní území
Litoměřice byly dříve okresním městem, v současnosti jsou obcí s rozšířenou působností a pověřeným obecním úřadem. Okres Litoměřice ale stále existuje a skládá se ze 105 obcí, správní obvod obce s rozšířenou působností ze 40 obcí. Sousedními obcemi sídla jsou Mlékojedy, Křešice, Trnovany, Žalhostice, Žitenice, Terezín, Malíč, Michalovice, Miřejovice, Hlinná a Kamýk.

## Hospodářství

### Zemědělství
Město a jeho okolí je též velmi známé jakožto významné zemědělské centrum. Celostátně je známé především tradičním ovocnářstvím a zelinářstvím provozovaným prakticky na celém území Litoměřicka. Také proto je okolní úrodný kraj v dolním Polabí i Poohří lichotivě označován jako Zahrada Čech. Litoměřice, díky své poloze a teplému klimatu, leží v tradiční vinorodné oblasti. Pěstování vinné révy a následná výroba vína má ve městě velkou tradici, stejně tak je tomu i v několika dalších okolních vinařských obcích (Žalhostice, Velké Žernoseky a Malé Žernoseky), které se nachází nedaleko od města směrem po proudu řeky Labe.

### Průmysl
V Litoměřicích existoval od roku 1720 až do roku 2002 pivovar, který donedávna sídlil prakticky v samém centru města nedaleko od Mírového náměstí. V roce 2019 byl pivovar znovu uveden do provozu a nárazově se občas vyrábí. Původní historický zámecký pivovar, založený roku 1858, byl roku 1939 zlikvidován a místo něj byly postaveny velké mrazírny. V 90. letech 19. století vznikla Koželužna Plunder & Pollak, která dnes již nefunguje. Ve městě se také delší dobu vyráběl kovový nábytek, z původního státního podniku pak v 90. letech 20. století vznikla současná továrna pro výrobu nábytku Kovobel - od roku 2023 je výroba ukončena.
Od listopadu 2006 se hloubí zkušební vrt pro geotermální elektrárnu, který by měl skončit v hloubce 2500 m. Pokud budou výsledky měření příznivé, budou se hloubit další dva produkční vrty do hloubky až 5000 m. Elektrárna bude fungovat na metodě HDR a bude první ve střední a východní Evropě. Metoda spočívá v tom, že se do jednoho vrtu vhání voda, a ze druhého se čerpá, přičemž se voda v hloubce ohřívá. Jedná se o uzavřený oběh média – vody. Tepelná energie se bude měnit na energii elektrickou. V zimním období se bude energie využívat především pro vytápění domů a bytů, v létě naopak pro výrobu elektrické energie. Náklady na vybudování vrtů a geotermální elektrárny se odhadují na 1,11 miliardy korun a na jejich krytí se bude podílet i Evropská unie.

### Služby
- Městská nemocnice v Litoměřicích, velký a nový areál nemocnice byl v 80. a 90. letech nově postaven na severovýchodním okraji města při silnici směrem na Žitenice poblíž budovy staré interny
- Hospic Svatého Štěpána, novostavba se nachází v místě někdejších budov staré chirurgie a porodnice v původním areálu Městské nemocnice na Dómském pahorku
- Charitní domov Svaté Zdislavy, areál bývalého kláštera, někdejšího sídla Státního statku v Litoměřicích
- Domov důchodců – nový domov pro seniory
- Velký hospodářský a společenský význam má i výstaviště známé pod názvem Zahrada Čech, kde se konají výstavy po celý rok, ale nejznámější z nich je stejnojmenná výstava, která se koná každý rok v září
- Hlavní pošta Litoměřice, novorenesanční budova z roku 1899 je dílem rakouského architekta Friedricha Setze.

## Doprava

### Železniční doprava
Přes Litoměřice vedou dvě železniční tratě  (obě dvě železniční tratě procházejí městem, křižují se, ale nejsou navzájem nijak propojené pro účely hromadné dopravy osob). Trať vedoucí podél řeky z Lysé nad Labem do Ústí nad Labem a Děčína je tratí hlavní, původně součást Rakouské severozápadní dráhy z Vídně přes Znojmo a Děčín do Berlína. Trať z Lovosic do České Lípy je tratí vedlejší.

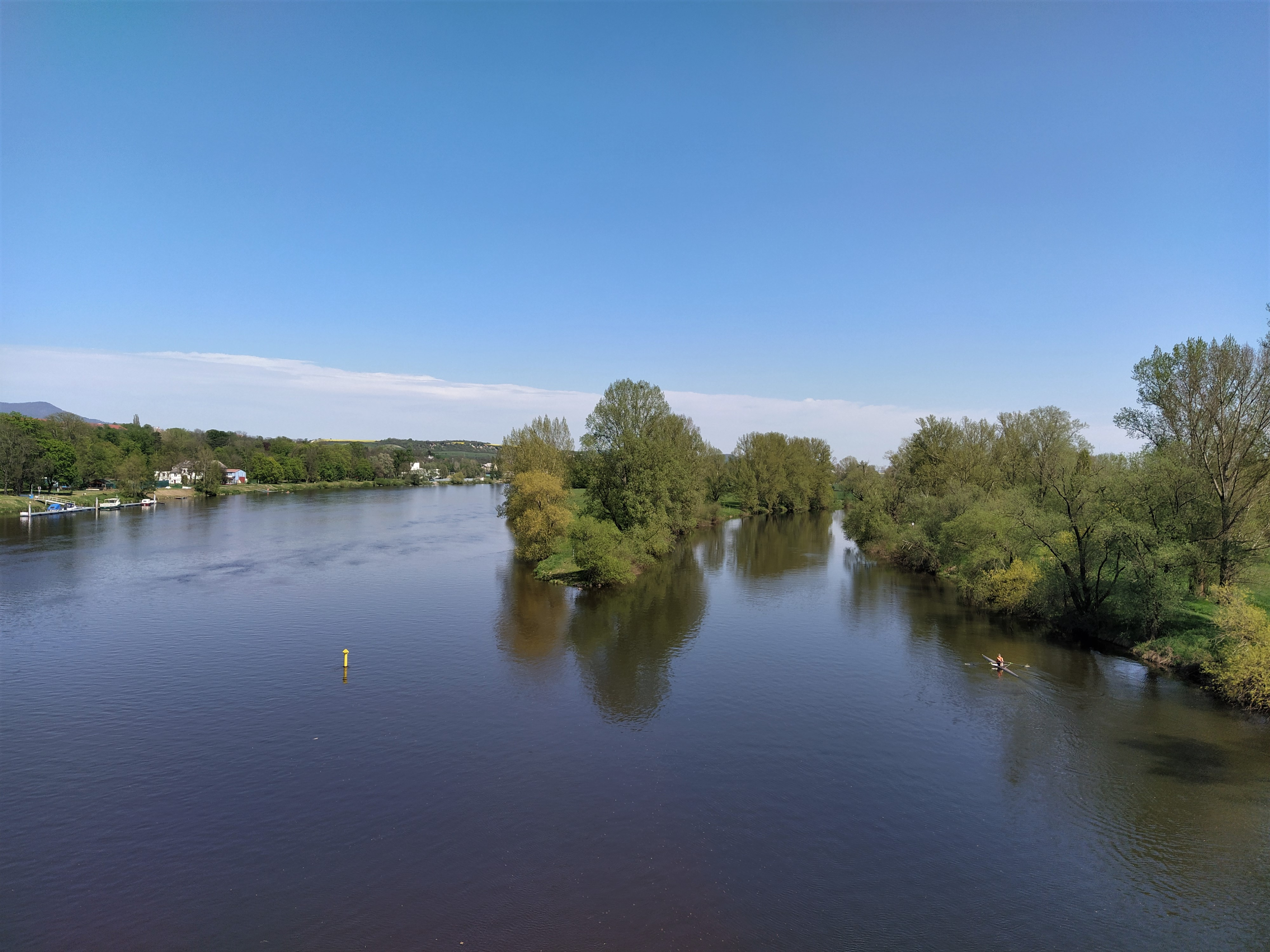
Soutok Labe a Ohře, pohled proti proudu řek

Přes železniční zastávku Litoměřice město a stanici Litoměřice dolní nádraží vede trať Lysá nad Labem – Ústí nad Labem, která vede do Ústí nad Labem, Děčína na jednu stranu a Štětí, Mělníka a Kolína a opačně. 
Přes železniční stanici Litoměřice horní nádraží a zastávku Litoměřice Cihelna vede trať Lovosice – Česká Lípa do nedalekých Lovosic, vzdálenější České Lípy a Liberce

### Silniční doprava
- Silniční – Přes Litoměřice vedou tři hlavní silnice: I/15, II/261 a II/247. Město má v současnosti k dispozici také rychlé dálniční spojení s Prahou. Z dálnice D8 lze sjet z dálničního exitu v Lovosicích a po novém přivaděči, silnici II/247, který tvoří i nedávno zprovozněný most generála Chábery se lze rychle dostat až do města. Možno také z D8 sjet u Doksan a do města pokračovat po II/608 přes Terezín.
- Pěší mezi dvěma břehy – na území města se nachází v současné době dva mosty. Starší je ocelový silniční Tyršův most přes řeku Labe, který spojuje levý břeh řeky Labe a Ohře s pravým břehem řeky Labe. Od prosince 2009 je v prostoru mezi Litoměřicemi a Lovosicemi v provozu nový silniční most generála Chábery na západním přivaděči II/247 do Litoměřic,[15][16] který byl vyprojektován tak, aby umožnil bezpečný průjezd všech vozidel přes řeku i v době zvýšené hladiny v řece resp. v době povodní.

- Autobusová – veřejnou dopravu na trase Praha, Roudnice nad Labem, Terezín, Lovosice, Ústí nad Labem také zajišťují běžné linkové autobusy veřejných dopravců, cesta do Prahy trvá zhruba 1 hodinu jízdy, cesta do Lovosic zhruba 10 minut, cesta do Ústí nad Labem přibližně půl hodiny. Hlavní linky jsou 683 směr Roudnice n. Labem - Horní Beřkovice, 650 směr Slaný a rychlostní linka 413 směr Praha, Letňany jejíž doba jízdy činí 1 hodinu a 6 minut
- Místní – městská autobusová doprava v Litoměřicích označené písmeny B, a D, Tarif nepřestupní, předplatit si časové jízdné není možné. Od května 2018 je městská autobusová doprava v Litoměřicích bezplatná. Zastupitelstvo návrh, inspirovaný nedalekými Lovosicemi, schválilo 2. března 2018. Roční výdaje města by tím měly vzrůst asi o 700 tisíc korun.[17]
- Cyklistická – významná cyklostezka je vedena, mimo jiné, také podél řeky Labe

### Lodní doprava
Litoměřice jsou, díky své výhodné poloze na řece Labi, a to odedávna, též vnitrozemským říčním přístavem. Oproti jiným městům ležícím na splavných úsecích Labe však není tento přístav prozatím příliš využíván. Občas zde kotví turistické výletní lodě plující po řece z nedalekého Saska. Pravidelně zde také přistává výletní loď Porta Bohemica.

## Společnost

### Kultura

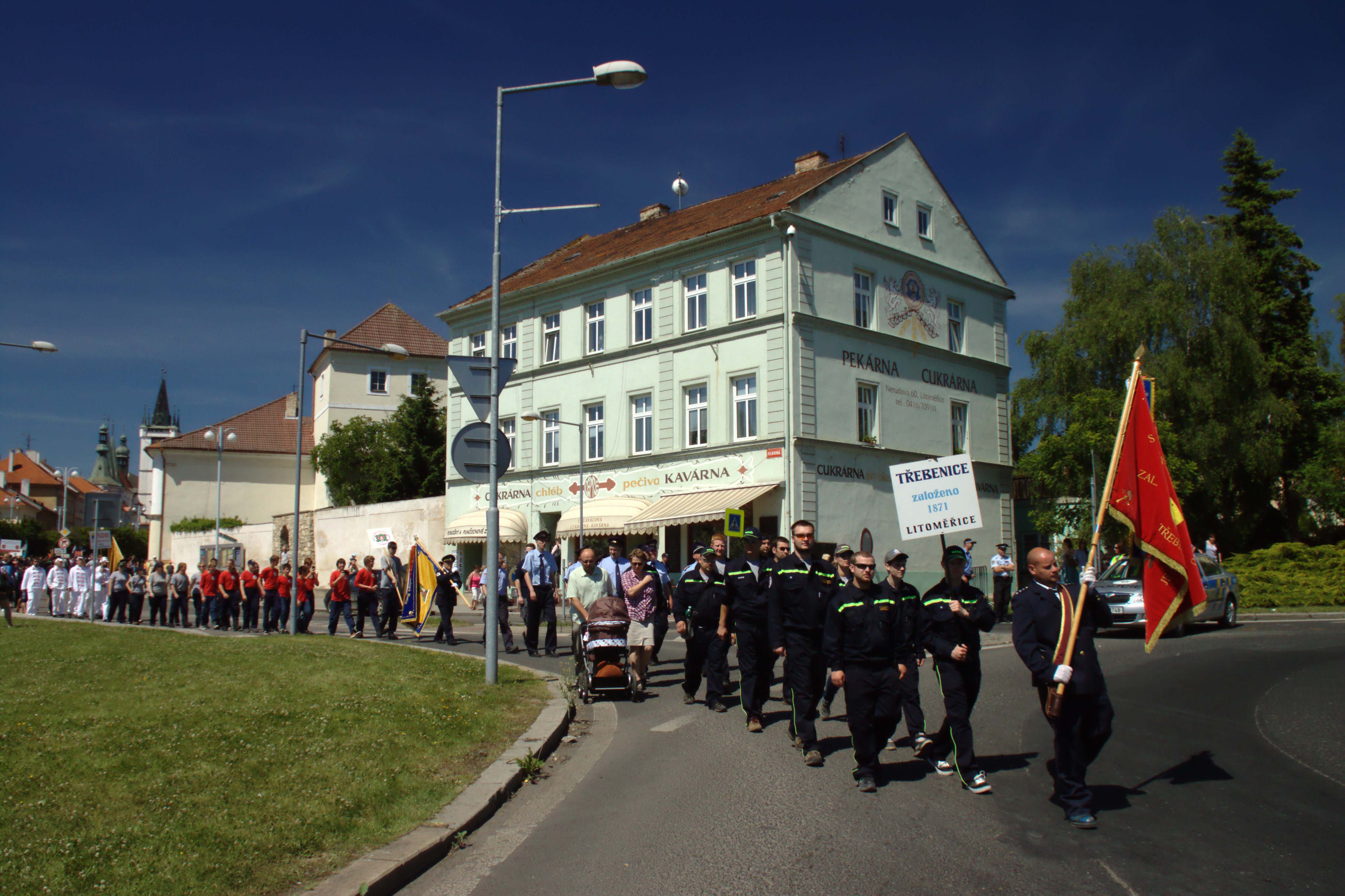
Hasičské slavnosti v Litoměřicích v roce 2014

- Kamenné divadlo Karla Hynka Máchy v Litoměřicích, jinak útulná a milá divadelní scéna, prošlo důkladnou rekonstrukcí v 80. a 90. letech 20. století, scéna je bez pravidelného divadelního provozu a stálého profesionálního souboru, slouží pro zájezdní divadlo, zájmovou uměleckou činnost, koncertní a další společenské účely
- Kulturní dům v Litoměřicích, počátek stavby v 80. letech, dostavěn v 90. letech 20. století, snad nejdůležitější středisko živé kultury ve městě. Nahradil původní nevyhovující prostory „Na hrádku“ v prostorách bývalého Litoměřického hradu, konají se zde koncerty, plesy, výukové kursy, semináře a další společenské akce
- Vlastivědné muzeum v Litoměřicích, expozice k dějinám města a celého Litoměřicka
- Severočeská galerie výtvarného umění v Litoměřicích, výstavní síň s pravidelnou výstavní činností pro významné české i zahraniční umělce, stálá expozice naivního malířství, největší expozice tohoto druhu umění v České republice, součástí galerie je i Muzeum litoměřické diecéze
- Pamětní místo na Karla Hynka Máchu – pamětní světnička K. H. Máchy na východním úbočí Dómského pahorku
- Výstaviště Zahrada Čech, místo pro obchodní, společenský i kulturní život po celý rok, v rámci jednotlivých výstav zde probíhají různé kulturní akce, zejména koncerty interpretů z oblasti populární hudby, srazy historických motorových vozidel a další doprovodné akce
- Hudební festival Litoměřické varhanní léto probíhá v katedrále svatého Štěpána
- Existence několika dětských či mládežnických pěveckých sborů, festival pěveckých sborů Litoměřická notička
- Litoměřické vinobraní, tradiční kulturní a společenská akce probíhá obvykle předposlední víkend v září na Mírovém náměstí a na Střeleckém ostrově
- Litoměřické podzemí, vlastivědná expozice sklepních prostor a katakomb vztahující se k dějinám města (městské lapidárium)
- Vyhlídková terasa v budově Kalichu (budova Městského úřadu Litoměřice) na Mírovém náměstí
- Sídlo Správy Chráněné krajinné oblasti České Středohoří, což je specializované pracoviště státní ochrany přírody (sídlící v památkově chráněné baště původních litoměřických hradeb)
- Městská knihovna Karla Hynka Máchy na Mírovém náměstí
- Litoměřické kino Máj se stálým provozem, v letním období též letní kino na Střeleckém ostrově.

### Školství
- Gymnázium Josefa Jungmanna
- Střední pedagogická škola J. H. Pestallozziho
- Základní umělecká škola (jedna z největších v Ústeckém kraji)
- Od počátku 18. století do roku 2002 zde v různých formách existoval kněžský seminář.

### Sport

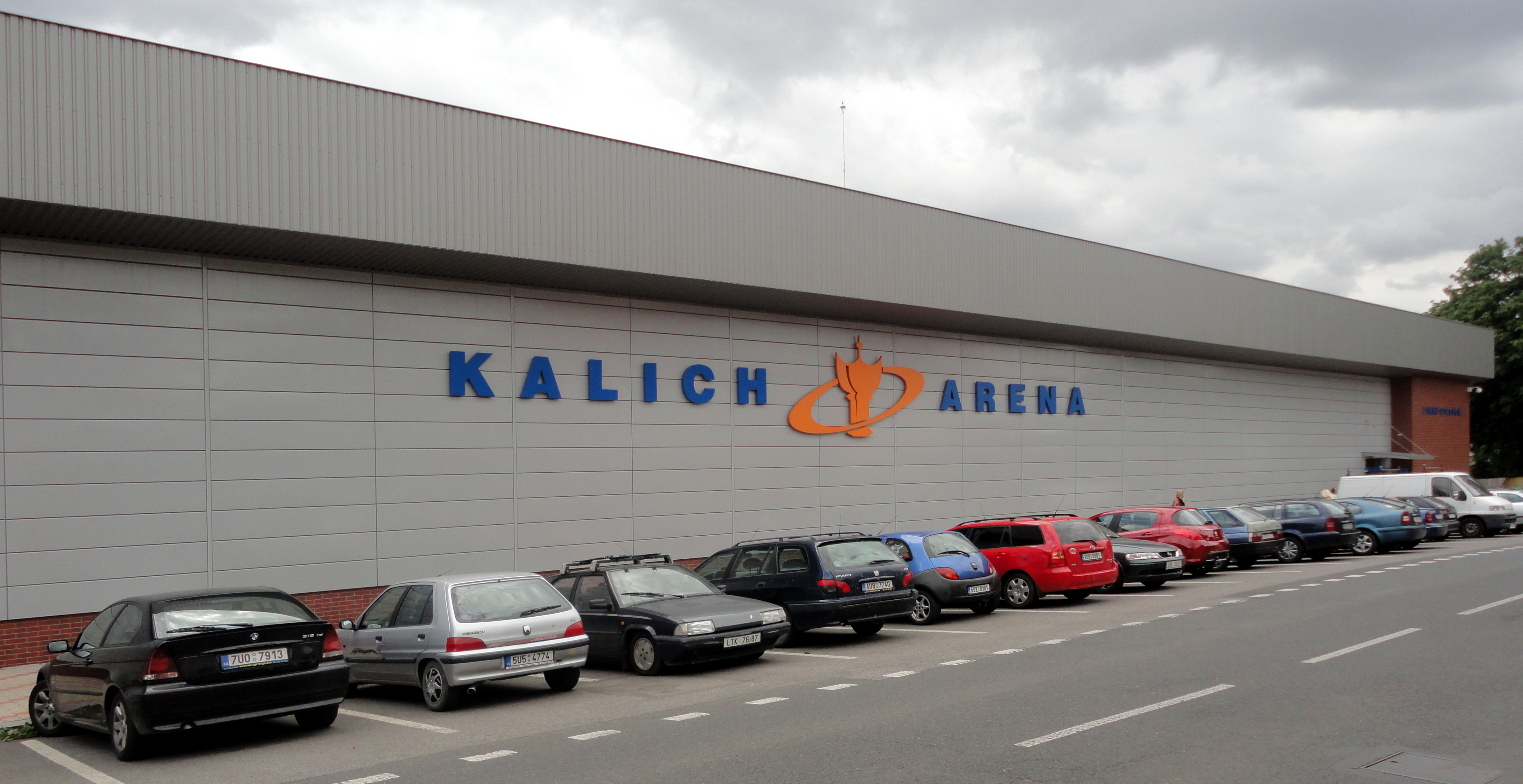
Kalich aréna

Město disponuje mnoha sportovišti pro děti, mládež i dospělé. Mimo jiné se také ve městě nachází krytý plavecký bazén, velice pěkné otevřené letní koupaliště na Písečném ostrově na Labi, zastřešený zimní stadion, fotbalový stadion a mnoho dalších menších sportovišť.
Tenis, veslování, biketrial, inline bruslení a jachting lze provozovat na Střeleckém ostrově.
Působí zde hrstka nadšenců pro hru pétanque, kteří by v budoucnosti rádi vybudovali alespoň jedno vhodné hřiště, prozatím využívají různá prostranství, zejména pak parkán pojmenovaný po José Rizalovi. V roce 2020 bylo vybudováno hřiště na pétanque na Střeleckém ostrově vedle Hospody u letního kina.
Ve městě působí celá řada dalších sportů z mnoha sportovních odvětví. Místní Sokol Pokratice, sdružený v Asociaci sportu pro všechny, je v celostátním měřítku velmi známý svými úspěšnými sportovci, kteří zápolí i na mezinárodním poli v novější gymnastické disciplíně, skocích na trampolíně. Na velmi vysoké úrovni je ve městě i oddíl juda, mnoho sportovců se věnuje veslování na řece Labi. Svoji dlouholetou a úspěšnou tradici zde má i cyklistika, šerm, basketbal, stolní tenis a další kolektivní či individuální sporty. Ve městě se hraje i kopaná a lední hokej. Bruslení a lednímu hokeji slouží nově rekonstruovaný zimní stadion Kalich aréna, s kapacitou 1750 diváků, kde odehrává svoje zápasy domácí hokejový klub HC Stadion Litoměřice. Hraje druhou nejvyšší soutěž. Tento klub vznikl v roce 1971 (jako Rudá hvězda), ovšem v letech 1957-1991 fungoval ve městě ještě jeden hokejový klub, vojenský VTJ Litoměřice, který dokonce strávil dvě sezóny v nejvyšší československé soutěži (1961/62, 1963/64).
Fotbalový klub FK Litoměřicko před sezónou 2016/17 odkoupil licenci od postupujícího ASK Lovosice a poprvé v historii se tak v Litoměřicích hrála Česká fotbalová liga, tedy třetí nejvyšší soutěž. Hrál ji až do roku 2019. Přestože i v tomto ročníku skončil na pěkném sedmém místě, ekonomicky toho roku zkrachoval. Nově poslepovaný A-tým byl přihlášen až do krajského přeboru. Tam působí dosud.
Futsalový klub Gardenline Litoměřice působil od sezóny 2016/17 v nejvyšší české futsalové lize. Na podzim roku 2018 se však z ligy odhlásil a roku 2020 zcela zanikl.

## Pamětihodnosti

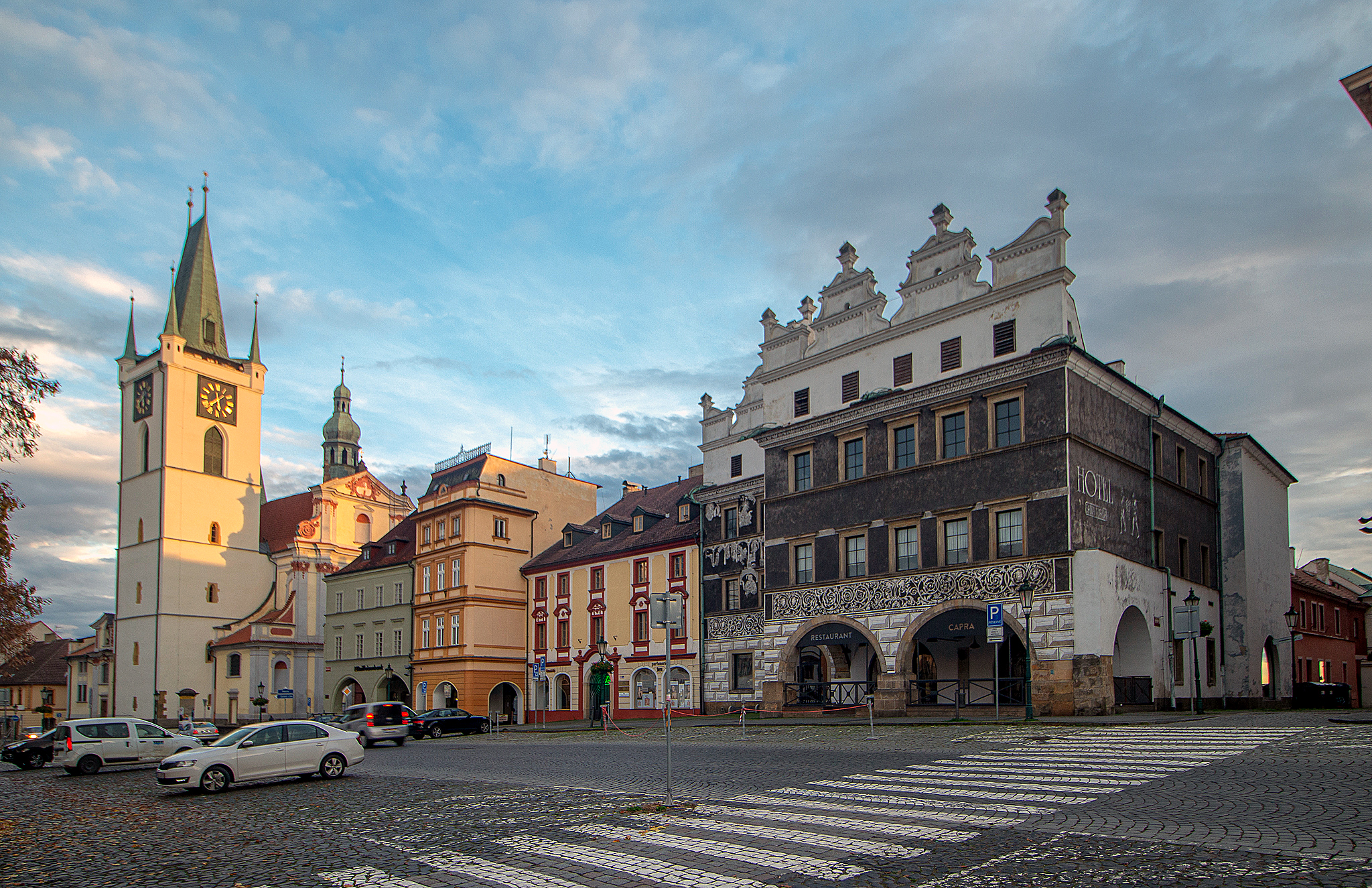
Mírové náměstí – jižní strana s renesančním domem U Černého orla a kostelem Všech svatých

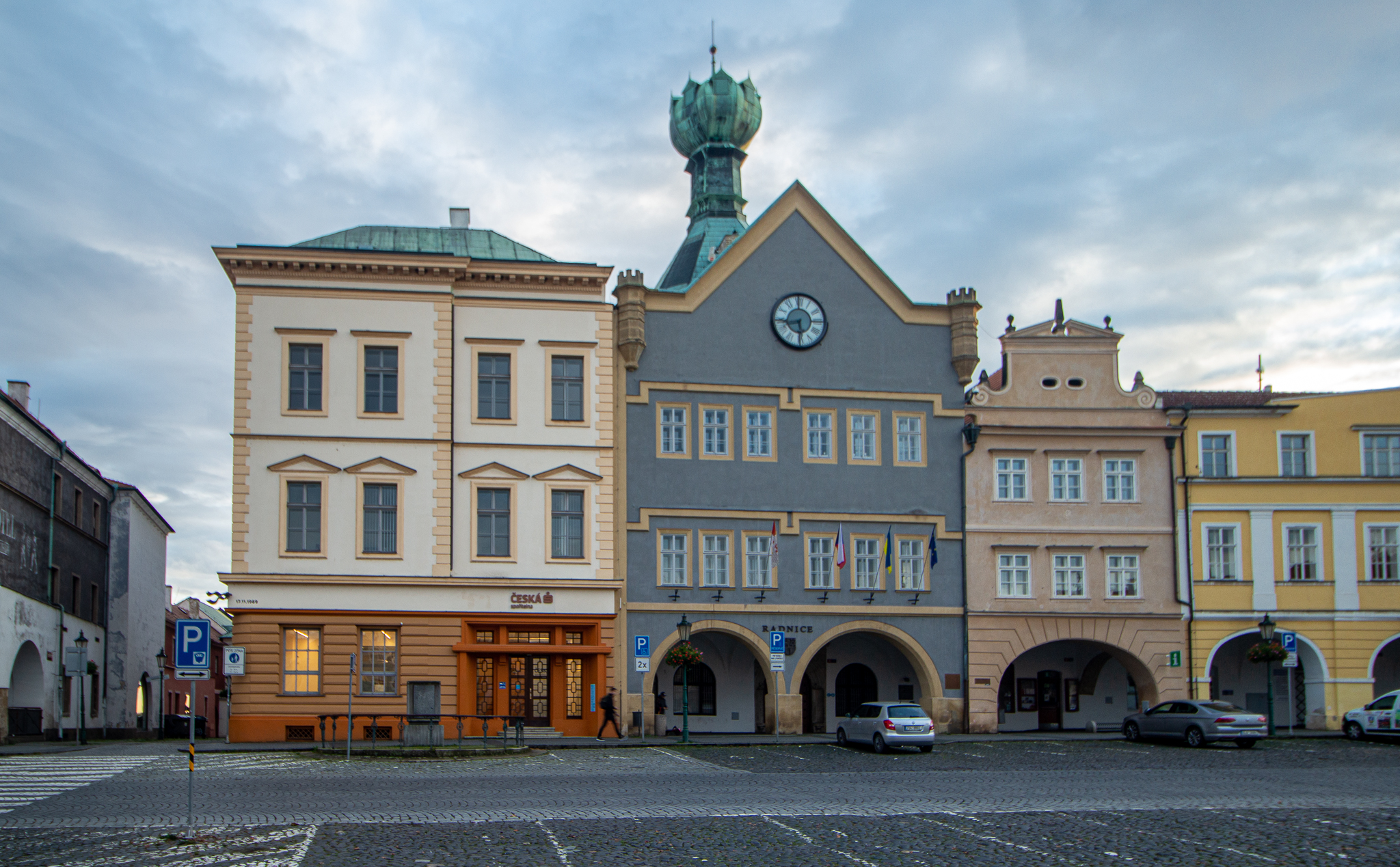
Dům Kalich, v jehož originálním podkroví kdysi zasedala městská rada.

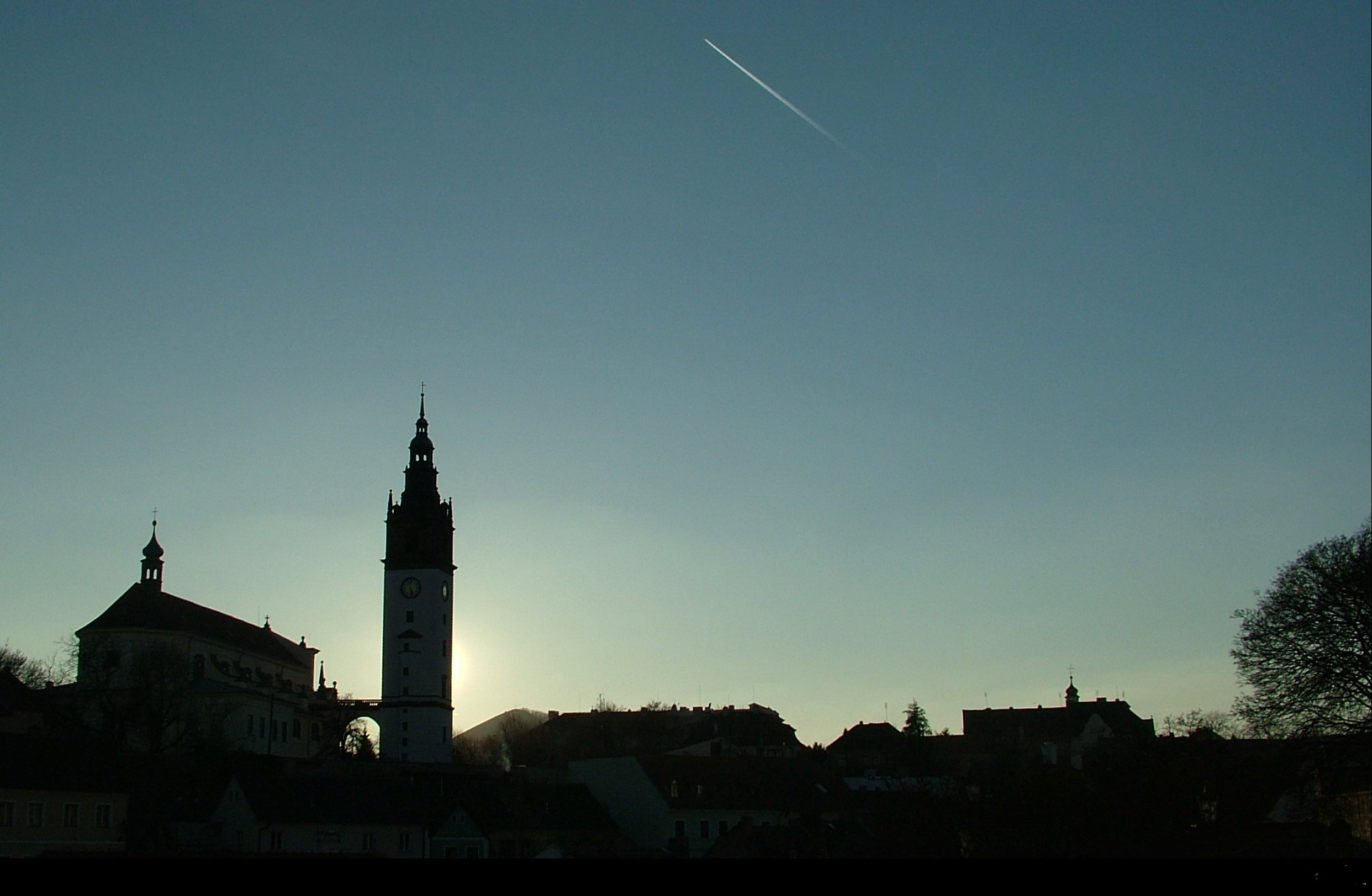
Pohled na Dóm z parkánů José Rízala

Pozoruhodné je centrální Mírové náměstí, kde stojí architektonicky cenné domy. Některé z gotických domů ve městě patří mezi nejstarší trvale obývané domy v rámci celé České republiky.
Litoměřická radnice byla postavena ve stylu saské renesance, proto na ní najdeme řadu prvků blízkých gotice. Nyní v ní sídlí místní vlastivědné muzeum. Dům „Kalich“, zvaný též „Pod Bání“, patřil Mrázům z Milešovky, kteří byli v 16. století nejbohatšími lidmi ve městě. Jako většinu litoměřických renesančních staveb jej postavil Ital Ambroggio Balli. Na střeše domu se nachází zvláštní vyhlídková terasa známá jako litoměřický kalich, která kdysi sloužila svým pánům k odpočinku i schůzkám při víně. Dům má nyní empírovou průčelní fasádu, zjednodušenou v 50. letech 20. století. V současnosti zde sídlí Městský úřad v Litoměřicích. Další renesanční dům „Černý orel“ sehrál významnou roli v době povstání panstva proti Ferdinandovi I. v 16. století. Postavil jej taktéž A. Balli. Na rozdíl od domu Pod Bání si uchoval původní vzhled se skvostnými sgrafity. Dům „U Pěti panen“ postavil okolo 1725 Octavio Broggio, čelný tvůrce litoměřického baroka pro jednoho ze svých polírů. Patří mezi naše nejkrásnější barokní měšťanské domy.
Kostel Všech svatých v rohu náměstí je původně gotický, nyní barokní, má renesanční stanové střechy. Postavil jej opět Octavio Broggio, tentokrát se svým otcem Guiliem. U kostela stojí zachovaná gotická městská věž. Kostel Zvěstování Panny Marie představuje vrchol tvorby Octavia Broggia. Je barokní a původně ho vlastnili Jezuité. V jeho blízkosti stojí barokní budova jezuitského semináře a koleje od téhož stavitele. Minoritský, od roku 1785 dominikánský klášter, a s ním spojený kostel sv. Jakuba je barokní stavbou opět od Octavia Broggia. Kapucínský kostel svaté Ludmily je dílem Jana Kocha z Ústí nad Labem z roku 1656. Kostel svatého Vojtěcha je zmiňován poprvé již roku 1363. V letech 1703 až 1708 jej barokně přestavěl Octavio Broggio, patrně podle návrhu svého otce Giulia z roku 1689.
Katedrála sv. Štěpána je barokní z let 1664 až 1668 – postavil ji z Prahy povolaný stavitel Domenico Orsi a na stavbě se zřejmě podílel i Giulio Broggio). Biskupství v Litoměřicích sídlí od roku 1655. Součástí biskupství na Dómském pahorku je rovněž barokní biskupská rezidence Giulia Broggia, barokní kanovnické domky se secesní kulisovou fasádou a věž katedrály, postavená již v novobarokním slohu v letech 1883 až 1889 litoměřickým stavitelem Franzem Sanderem podle návrhu vídeňského architekta Heinricha Ferstela.
Městské divadlo Karla Hynka Máchy patří mezi naše první kamenná divadla, vzniklo již roku 1822. Budova divadla je empírová.

### Stavby z 20. a 21. století

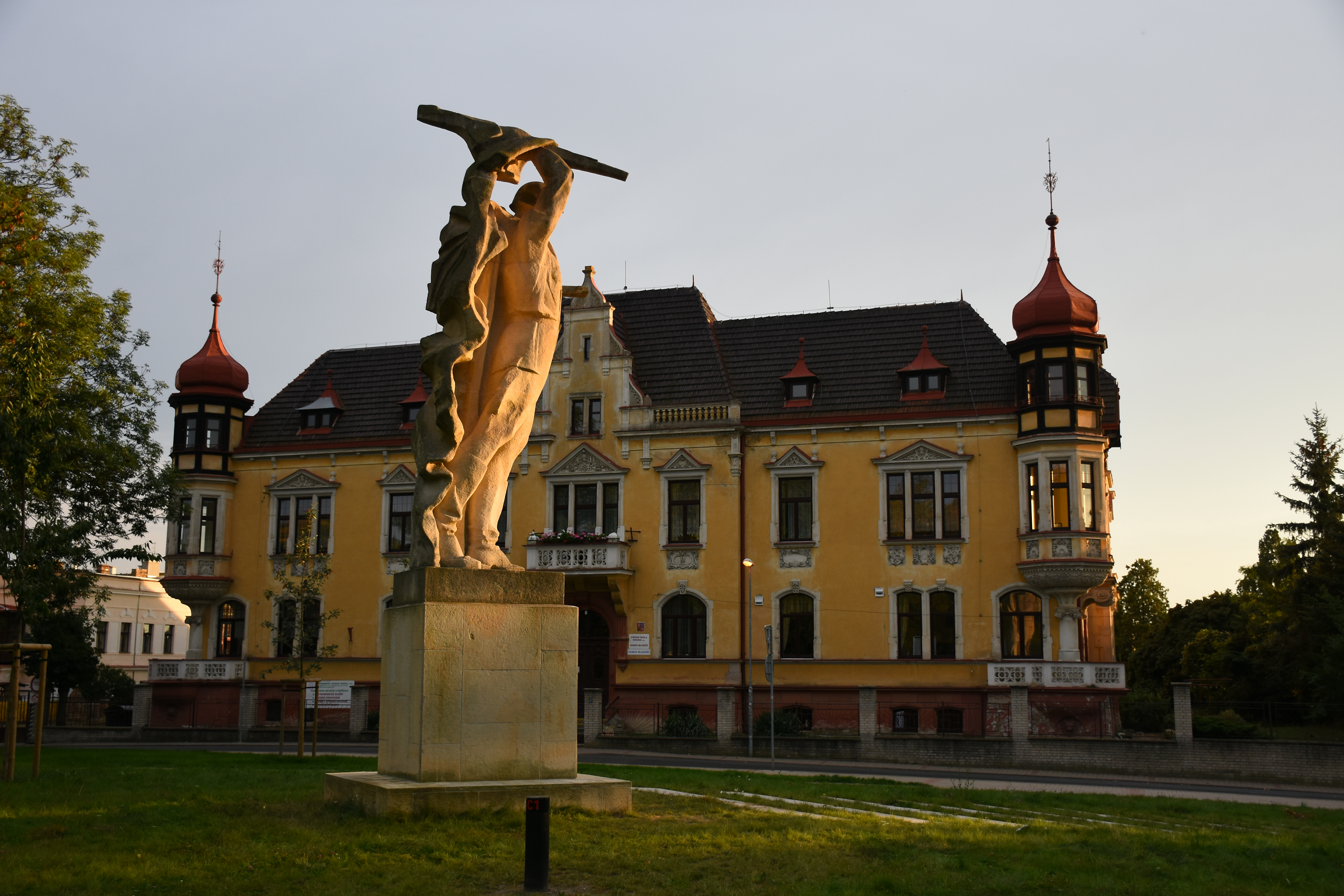
Pomník Rudé armády v Jiráskových sadech, který byl odstraněn v červnu 2025

Z novostaveb jsou ve městě architektonicky cenné například budova základní školy v ulici Boženy Němcové, Hospic svatého Štěpána a dům Johannahof v Palachově ulici. Technicky a architektonicky cenný je jak starší Tyršův most přes Labe tak i nový most Františka Chábery.
Kostel Církve československé husitské a Bratrské jednoty baptistů, bývalý Evangelický kostel Krista Spasitele, z roku 1902 (projektant: Paul Lange).

### Pamětihodnosti v okolí města
- vrch Radobýl, místo dalekého rozhledu a zajímavá přírodní památka, asi 3 km západně od města
- národní přírodní památka Bílé stráně, severní okraj města, v údolí Pokratického potoka

## Osobnosti
- Johann Fabri (1478–1541), humanista, vídeňský biskup, probošt litoměřické kapituly (1534–1541)
- Pavel Stránský ze Záp (1583–1657), litoměřický děkan, konšel – pobělohorský exulant
- Giulio Broggio (1628–1718), barokní sochař a stavitel italského původu, otec Octavia, pochovám v litoměřickém kostele Všech svatých
- Octavio Broggio (1670–1742), barokní architekt a stavitel italského původu, pochován v litoměřickém kostele Všech svatých
- Emanuel Arnošt z Valdštejna (1716–1789), 6. litoměřický biskup, kulturní činitel a sběratel umění
- Ferdinand Kindermann (1740–1801), 7.litoměřický biskup, český pedagog a reformátor školství
- Johann Josef Bernt (1770–1842), soudní lékař, patolog a epidemiolog
- Josef Jungmann (1773–1847), filolog a spisovatel, působil jako pedagog na litoměřickém gymnáziu
- Václav Babinský (1796–1879), loupežník
- Carl Wilhelm Medau (1799–1866), reprodukční grafik, majitel tiskárny
- Antonín Wytkup, (18. stol) sochař a kameník
- Václav Jindřich Veit (1806–1864) hudební skladatel, pohřben na litoměřické hřbitově
- Josef Emanuel Hilscher (1806–1837) rakouský básník a překladatel, narozen v Litoměřicích
- Karel Hynek Mácha (1810–1835), lyrický básník a spisovatel, zemřel v Litoměřicích
- Bedřich Wachsmann (1820–1897), architekt, malíř a pedagog
- Otto Willmann (1839–1920), německý katolický filozof a pedagog, zemřel v Litoměřicích
- Ferdinand Blumentritt (1853–1913), pedagog a spisovatel se zaměřením na Filipíny, blízký přítel José Rizala
- Franz Čižek (1865 –1946), malíř, designér, učitel umění
- Bohumil Matějka (1867–1909), historik umění, muzejník a vysokoškolský pedagog
- Augustin Fibiger (1868–1936), vlastenecký kněz, první předseda národního výboru v Litoměřicích 1918
- Alfred Kubin (1877–1959), grafik, ilustrátor, německy píšící spisovatel
- Friedrich Blumentritt (1879–1951), středoškolský profesor, výtvarník a vlastivědný pracovník
- Marija Alexandrovna Fortusová (1900–1981), sovětská rozvědčice, autorka knihy Zápisky rozvědčice
- Štěpán Trochta (1905–1974), kardinál, 17.litoměřický biskup, spoluzakladatel české provincie salesiánů, vězeň komunistického režimu
- Adolf Weikert (1918–1979), mistr sportu, turistický aktivista a orientační běžec
- Felix Holzmann (1921–2002), komik, který převážnou část života prožil v Litoměřicích
- Jaroslav Macek (1925–2008), archivář a historik Litoměřicka
- Jan Skopeček (1925–2020), dramatik, filmový a divadelní herec, zakládající člen Divadla pod Palmovkou
- Jan Grimm (1943–2012), malíř a inspirátor pozvednutí odkazu  Karla Hynka Máchy
- Rudolf Buchbinder (* 1946), rakouský klasický klavírista
- Zdeněk Pecka (* 1954), bývalý reprezentant ve veslování, dvojnásobný olympijský medailista
- Květa Jeriová-Pecková (* 1956), bývalá reprezentantka v běhu na lyžích trojnásobná olympijská medailistka
- Jiří Macháček (* 1966), zpěvák, herec a moderátor
- Milan Hnilička (* 1973), bývalý hokejový reprezentant, brankář
- Josef Melen (* 1973), zpěvák, hudebník, moderátor, producent
- Lenka Honzáková (* 1978), reprezentantka a účastnice LOH 2008 ve skocích na trampolíně
- Petr Přikryl (* 1978), bývalý hokejový brankář
- Martin Škoula (* 1979), bývalý hokejový reprezentant, obránce
- Laura Lion – Lenka Prášilová (* 1983), pornoherečka
- Tomáš Svoboda (* 1987), profesionální hokejista

## Partnerská města
- Armentières, Francie
- Calamba City, Filipíny, 1974
- Dapitan, Filipíny, 2006
- Fulda, Německo, 2001
- Míšeň, Německo, 1996